# Gorana (Abjasia)
Gorana (en georgiano: გორანა; en armenio: Գորանա) o Abidza (en abjasio: Абыӡа, romanizado: Abydza) es una aldea que pertenece a la parcialmente reconocida República de Abjasia, parte del distrito de Sujumi, aunque de iure pertenece al municipio de Sojumi de la República Autónoma de Abjasia de Georgia.

## Toponimia
Hasta el 3 de septiembre de 1948, la aldea se llamó Tsugurovka (en georgiano: ცუგუროვკა; en abjasio: Цукуровка).

## Geografía
Gorana se encuentra en el curso superior del río Besleti, a 5 km de Sujumi. La aldea se administra desde el pueblo de Tavisupleba.

## Historia
Gorana fue fundada en 1887 por armenios hamshenis que emigraron de Trebisonda.

## Demografía
La evolución demográfica de Gorona entre 1959 y 1989 fue la siguiente:
| 181                                                 | 104 |
| (Fuente: Population of Abkhazia since Soviet times) |     |

Antes de la guerra de Abjasia, la mayoría de la población local eran armenios.

## Economía
Los residentes se dedican al cultivo de tabaco y té, a la horticultura y a la cría de animales.  

## Infraestructura

### Educación
El pueblo tenía una escuela primaria armenia.